# موسيقى (فلم 2021)
موسيقى (بالإنجليزية: Music) فيلم درامي موسيقي أمريكي لعام 2021 من إخراج المغنية وكاتبة الأغاني سيا. شارك في كتابة الفيلم سيا، ودالاس كلايتون. الفيلم من تمثيل النجوم كيت هدسون، وليزلي أودوم جونيور، ومادي زيجلر. الفيلم هو أول إخراج لسيا، ويعرض قصة زيو تاجرة المخدرات حديثة العهد والتي أصبحت الوصية الوحيدة لأختها غير الشقيقة ميوزك.
بدأ تطوير الفيلم بعد إعلان سيا عن المشروع في عام 2015. كان المقصود في الأصل أن يكون فيلمًا غير موسيقي، ثم أعيد تصويره لاحقًا على أنه فيلم موسيقي بميزانية أكبر. صدر ألبوم استوديو للمغنية، والمخرجة سيا مصاحباً للفيلم.
أصدرت شركة ستوديو كنال الفيلم في أستراليا في 14 يناير 2021، وأصدرته شركة فيرتيكال للترفيه في دور عرض مختارة في الولايات المتحدة، لليلة واحدة في 10 فبراير 2021، تليها إصداره عند الطلب في 12 فبراير 2021. تلقى الفيلم آراء سلبية بشكل عام من النقاد، وعلى الأخص لتصويره لمرض التوحد. رشح الفيلم لجائزة أفضل فيلم موسيقي، وأفضل ممثلة في حفل توزيع جوائز غولدن غلوب الثامن والسبعين، وتم ترشيحه أيضًا لأربع جوائز جولدن راسبري (تكريم أسوأ الإنجازات السينمائية)، وفاز بأسوأ ممثلة (هودسون)، وأسوأ ممثلة مساعدة (زيجلر)، وأسوأ مخرجة (سيا).

## طاقم التمثيل
كيت هدسون: في دور كازو «زو» جامبل
مادي زيجلر: في دور ميوزيك جامبل
ليزلي أودوم جونيور: في دور إيبو أودوم
هيكتور إليزوندو: في دور جورج
ماري كاي بليس: في دور ميلي
براندون سو هو: في دور تانر
تيج نوتارو: في دور المضيف الراديكالي
الكسندريا لي: في دور راديكالي
بيتو كالفيلو: في دور فيليكس تشانغ
سيليست دين: في دور والدة فيليكس
ليووانج وانج: في دور والد فيليكس
بن شوارتز: في دور رودي
جولييت لويس: في دور إيفلين
كاثي نجمي: في دور والدة إيفلين
هنري رولينز: في دور جار إيبو
بارفيش تشينا: في دور مدير متجر الإلكترونيات
بلير ويليامسون: في دور آبل
بريدن ماركوت: في دور نصير
زاندر ايروف: في دور كليو
سيا: في دور نجمة البوب بلا حدود

## أحداث الفيلم
تنفصل كازو «زو» جامبل (كيت هدسون) عن اسرتها، وتعمل في تجارة المخدرات، وهي أيضا الوصية الوحيدة على اختها الأصغر، ميوزيك جامبل (مادي زيجلر)، غير الشقيقة المصابة بالتوحد. تتعاون زو في تجارة المخدرات مع صديقها رودي (بن شوارتز)، لكنها غير قادرة على سداد ما عليها لأنها عاطلة عن العمل. انهارت ميوزيك في صباح أحد الأيام، عندما لم تتمكن زو من تجديل شعرها. يأتي جارها إيبو (ليزلي أودوم جونيور) للمساعدة في تهدئة ميوزيك. تنشأ صداقة بين«زو»، و«إيبو» الذي يعمل مدرب ملاكمة للصغار، وأحدهم هو فيليكس، الذي يقيم بجوار ميوزك، وغالبًا ما يُشاهدها. يكره فيليكس الملاكمة، ولكن والده يجبره على الاستمرار في تعلمها. تتعلم زو كيف تعتني بميوزك، بمساعدة إيبو، لكنها تواصل التعامل مع المخدرات لدعم حلمها ماديًا بالانتقال إلى كوستاريكا. يكشف إيبو عن اسرارة لصديقته زو، ويخبرها ان زوجته السابقة قد هجرته، ورحلت مع شقيقه. يطلب رودي من زو أن تحمل دواء مضاد لمرض الأيدز إلى مشتري، وتكتشف ان المشتري هو إيبو. تذهب زو في نزهة بصحبة ميوزك التي تلدغها نحلة، وتسبب في دخولها المستشفى للعلاج.
تبدأ زو في الشرب، وتعاني من الانتكاس، وتتورط في شجار مع إيبو، ويتم استدعاء الشرطة، وتكتشف أنها تحت المراقبة. يدخل والدا فيليكس، في نفس الليلة، في شجار يؤدي إلى قتله عن طريق الخطأ عندما يحاول التدخل.
تصطحب زو ميوزك إلى مركز التبني، لكنها لا تستطيع تركها هناك. تلتقي زو في حفل زفاف بإيبو، ويتبادلا قبلة على المسرح، ويستعدان للغناء، لكن ميوزك تظهر، وتبدأ في الغناء بنفسها. طوال الفيلم، تدور أحداث الرقص داخل عقل ميوزك، لتُظهر كيف تنظر إلى العالم.

## استقبال الفيلم
حقق فيلم «موسيقى» في أستراليا 286000 دولار خلال أول عطلة نهاية أسبوع من إصداره، و 446000 دولار في أول أسبوع كامل لها، وعند إصدار الفيديو عند الطلب في الولايات المتحدة، ذكرت إندي واير أن الفيلم «أظهر القليل من الاهتمام المبدئي على الرغم من سعره البالغ 6.99 دولارًا».
منح موقع الطماطم الفاسدة الفيلم تقييماً مقداره 8% بناءاً على آراء 51 ناقداً سينمائياً، وكتب إجماع نقاد الموقع: «مسيء في تصويره لمرض التوحد، ومضلل بشكل مؤلم من جميع النواحي. فيلم «موسيقى» هو مشروع الغرور الذي يستدعي الرفض».
منح موقع ميتاكريتيك الفيلم تقييماً مقداره 23% بناءاً على آراء 18 ناقداً.

## روابط خارجية
- موسيقى على موقع IMDb (الإنجليزية)
- موسيقى على موقع ميتاكريتيك (الإنجليزية)
- موسيقى على موقع روتن توميتوز (الإنجليزية)
- موسيقى على موقع أول موفي (الإنجليزية)
- موسيقى على موقع فيلمافينيتي (الإسبانية)
- موسيقى على موقع قاعدة بيانات الفيلم (الإنجليزية)
- موسيقى على موقع ليتربوكسد (الإنجليزية)
- موسيقى على موقع كينوبويسك (الروسية)